# Didier de Saint-Jaille
Didier de Saint Jaille fou Gran Mestre de l'Orde de l'Hospital. Se sap poca cosa, que era originari de França i que va morir en el trajecte que el portava a Malta per prendre formalment possessió del seu magisteri.